# Cheng Hui-yun
Cheng Hui-yun (鄭慧芸T, Zhèng HuìyúnP; Taoyuan, 23 aprile 1977) è un'ex cestista e allenatrice di pallacanestro taiwanese.

## Carriera
Con Taiwan ha disputato due edizioni dei Campionati mondiali (1994, 2002).